# Italiensk hjärnröta

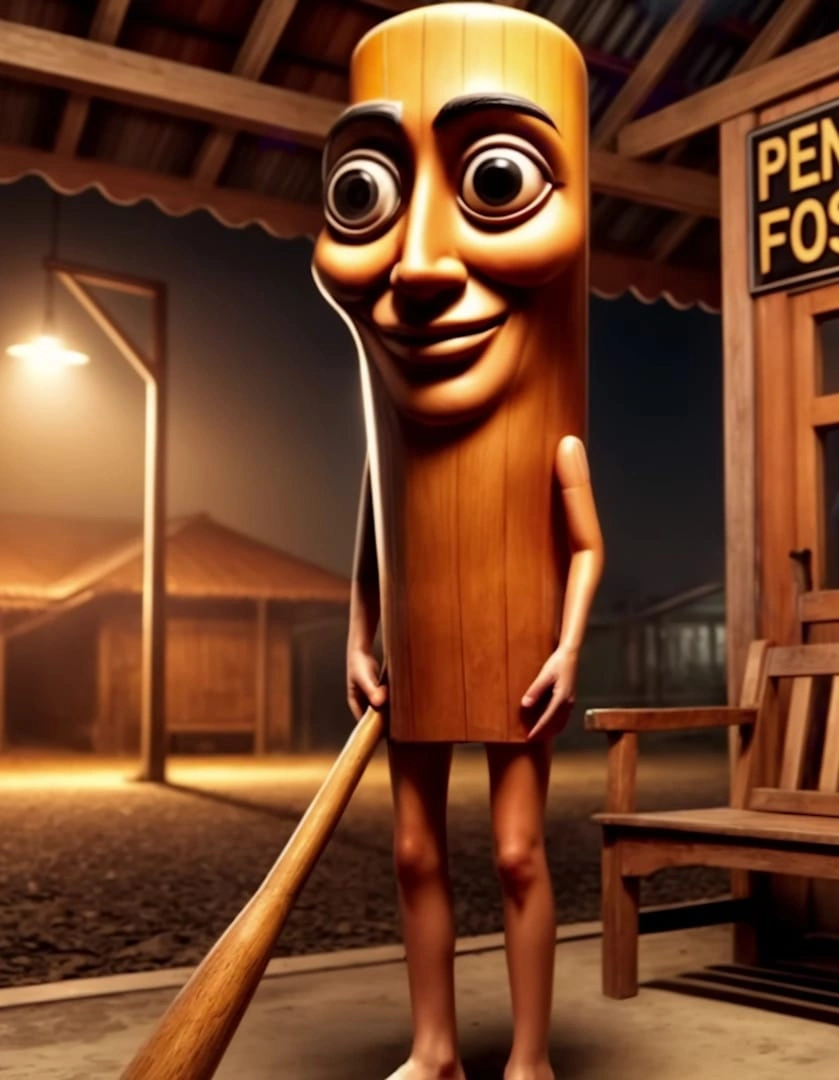
Tung Tung Tung Sahur

Italiensk hjärnröta (engelska: Italian brainrot) är ett internetfenomen som kännetecknas av surrealistiska foton och korta videoklipp, som framställer AI-genererade varelser på ett lekfullt och inte sällan löjligt sätt. Fenomenet, som spred sig snabbt våren 2025 över olika medieplattformar som Tiktok och Instagram, förknippas med hybrider av djur, föremål som kaffekoppar, vapen och fordon.
Exempel på några av figurerna är: 
- Tralalero Tralala – en haj med storlek 11 nike-skor på sina fenor.
- Bombardiro Crocodilo – En krokodil muterad med ett stridsplan.
- Brr Brr Patapim – En babian blandad muterad med ett träd som har oproportionellt stora fötter.[5]

Flera företag, bland dem Samsung och Ryanair, har använt 'italiensk hjärnröta' för att marknadsföra sig själva.